# La ninfa Salmace
La ninfa Salmace (La Nymphe Salmacis sortant du bain o La Nymphe Salmacis) è una scultura neoclassica in marmo dell'artista monegasco François Joseph Bosio, realizzata tra il 1824 e il 1826 e oggi conservata al museo del Louvre di Parigi.

## Storia
Secondo alcune fonti, l'opera venne commissionata a Bosio dal ministero della Maison du Roi il 3 agosto 1826 e venne poi esposta al Salone parigino del 1837. Un modello in gesso era già stato esposto al Salone del 1824. Dal 1840 al 1849 La ninfa Salmace appariva nel catalogo del Museo del Lussemburgo, dopodiché entrò nelle collezioni del Louvre nel 1849.

## Descrizione
La statua ritrae Salmace, una ninfa nella mitologia greca: secondo il mito ella si innamorò di Ermafrodito, il figlio di Afrodite e di Ermete, a tal punto da rompere il voto di castità imposto dal culto della dea Artemide. La ninfa ha appena finito di farsi un bagno in un fiume ed è raffigurata mentre si alza da terra reggendosi sul braccio sinistro, mentre il destro sembra rimuovere una foglia o un fiore dal piede. L'espressione sul suo volto è molto dolce e innocente. Salmace è a petto nudo e indossa una coroncina di fiori sul capo.
L'opera può essere considerata un pendant del Giacinto che l'artista aveva esposto al Salone di Parigi del 1817. La Ninfa Salmace è una delle opere più celebri dell'artista, se non il suo capolavoro, ed è divenuta un simbolo dell'arte monegasca.

## Nella cultura di massa

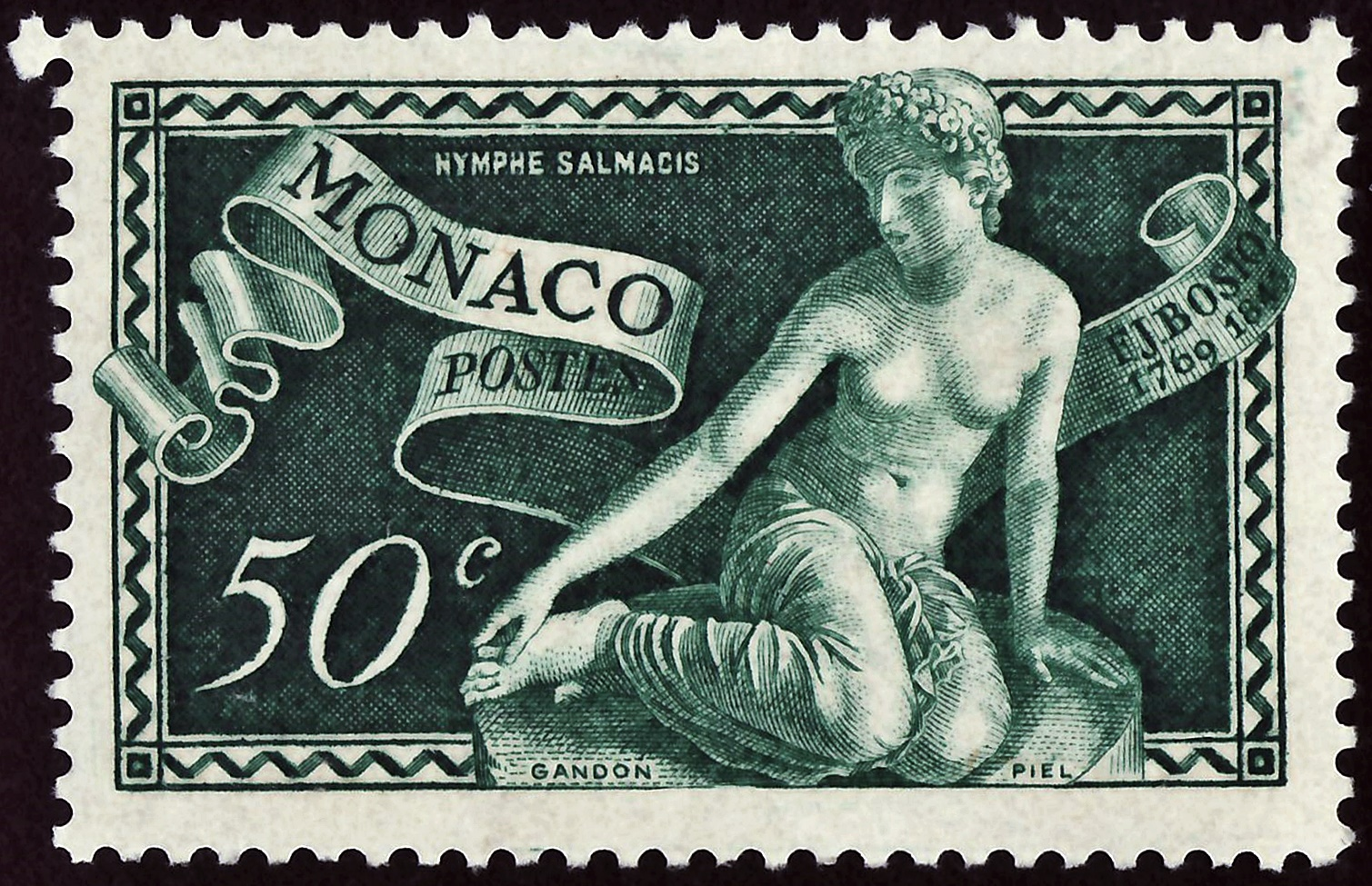
Uno dei due francobolli della scultura emessi nel 1948.

- La ninfa Salmace appare in due francobolli di una serie emessa nel 1948 in occasione del centottantesimo anniversario dalla nascita dello scultore monegasco.[10]

- Nel 2015, venne distribuito un francobollo da 1,25 euro dedicato a Bosio e ritraente la scultura neoclassica.[11][12]

- Le "ninfe d'oro", delle riduzioni della scultura neoclassica, vengono consegnate alla fine del Festival della televisione di Monte Carlo.[13]

- La statua compare in una moneta commemorativa da 2 euro emessa nel 2018 per commemorare i 250 anni dalla nascita di François Joseph Bosio.[14]